# Крейсер (фильм, 2016)
«Крейсер» (англ. USS Indianapolis: Men of Courage) — военный фильм 2016 года режиссёра Марио Ван Пиблза с Николасом Кейджем в главной роли. Основные съемки начались в июне 2015 года в городе Мобил, штат Алабама. Премьера на Филиппинах состоялась 24 августа, в США — 1 сентября.

## Сюжет
Сюжет фильма основывается на реальных событиях. Во время Второй мировой войны тяжелый крейсер типа «Портленд» ВМС США «Индианаполис» доставил на американскую военную базу на острове Тиниан части атомной бомбы «Малыш», которая предназначалась для бомбардировки Хиросимы. 30 июля 1945 года на обратном пути корабль был торпедирован подводной лодкой I-58 Императорского флота Японии и затонул через 12 минут. В течение следующих 4 дней команда крейсера в ожидании помощи вынуждена была выживать в море под палящим солнцем, отбивая нападения акул.

## В ролях
| Актёр             | Роль                                 |
| ----------------- | ------------------------------------ |
| Николас Кейдж     | капитан Чарльз Батлер Маквэй         |
| Том Сайзмор       | главный старшина Макуортер           |
| Томас Джейн       | лейтенант Эдриан Маркс               |
| Мэтт Лантер       | главный старшина Брайан Смитуик      |
| Джеймс Ремар      | контр-адмирал Уильям С. Парнелл      |
| Макс Райан        | лейтенант Уилбур «Чак» Гуинн         |
| Вероника Розати   | жена капитана Луиза Маквэй           |
| Коди Уокер        | лейтенант Уэст                       |
| Брайан Пресли     | корабельный капеллан Ваксмен         |
| Карри Грэм        | капитан Томас Райан военный прокурор |
| Мандела Ван Пиблз | матрос, корабельный кок Теодор       |
| Мэтти Липтак      | матрос Пол                           |
| Эмили Теннант     | Клара                                |

## Производство
В рамках подготовки к роли, Николас Кейдж встретился с ветераном флота Ричардом Стивенсом, реальным участником показанных в фильме событий.

## Отзывы
Фильм получил крайне негативные отзывы кинокритиков. На сайте Rotten Tomatoes у фильма 9 % положительных рецензий на основе 11 рецензий. На Metacritic — 30 баллов из 100 на основе 8 рецензий. Только Рекс Рид из газеты The New York Observer дал фильму хорошую оценку — 3 звезды из 4.